# フランツ・ユリウス・フェルディナント・マイエン

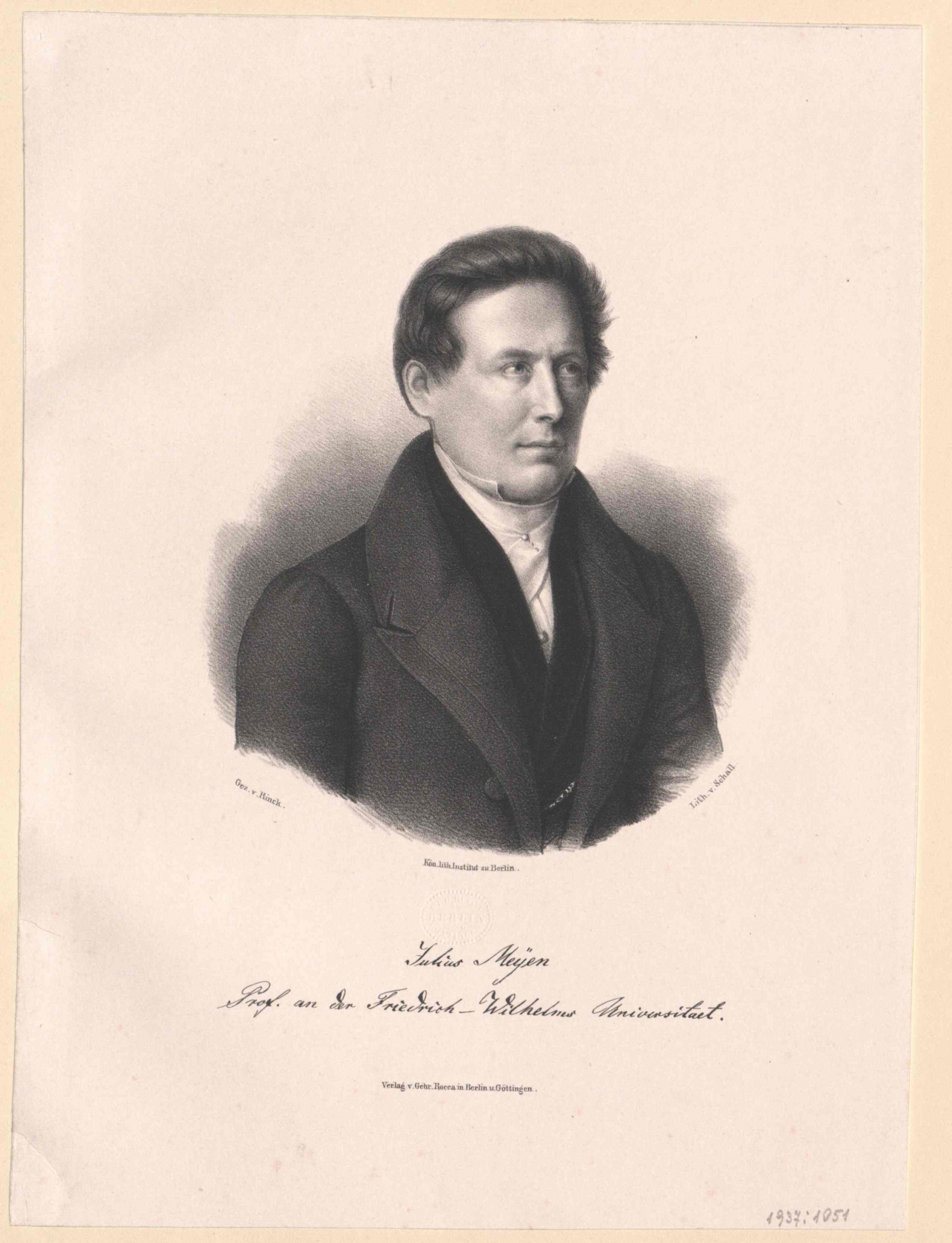
フランツ・ユリウス・フェルディナント・マイエン

フランツ・ユリウス・フェルディナント・マイエン（Franz Julius Ferdinand Meyen, 1804年6月28日 - 1840年9月2日）は、プロイセン王国の医師、植物学者である。 

## 生涯
ティルジット（現在のロシア領ソヴィェツク）に生まれた。1823年からベルリン大学で医学と植物学を学び、その後軍医となった。仕事のかたわら植物学や植物の歴史を研究した。
アレクサンダー・フォン・フンボルトの推薦で1830年から1832年に世界一周航海に船医として参加し、ブラジル、チリ、ペルー、ポリネシア、中国（清）などを訪れた。多くの標本を集め、この航海の成果は1836年に『植物地理学の概要』(Grundriß der Pflanzengeographie) としてまとめられ、植生と気候、土壌の関係を論じ、フンボルトが提唱した植物群落の相観（physiognomic, 植物群落の形･構造）について論じた。
1834年にベルリン大学の植物学の准教授に任じられ、『植物解剖学』(Phytotomie) 3巻などを執筆し、植物の細胞につい認識し、細胞が分裂によって増えることを認識するなど、細胞説の歴史において先駆的な役割を果たした。ベルリンにて没。
キツネノマゴ科のメイエニア属 (Meyenia) に献名されている。

## 著作
- Anatomisch-physiologische Untersuchungen über den Inhalt der Pflanzenzellen, Berlin 1828
- Phytotomie, Berlin 1830
- Ueber die neuesten Fortschritte der Anatomie und Physiologie der Gewächse. Eine von der Teylerschen Gesellschaft zu Haarlem im Jahre 1835 gekrönte Abhandlung. Haarlem 1836
- Grundriss der Pflanzengeographie mit ausführlichen Untersuchungen über das Vaterland, den Anbau und den Nutzen der vorzüglichsten Culturpflanzen, welche den Wohlstand der Völker begründen. Berlin, Haude und Spenersche Buchhandlung. 478 S. (1836)
- Neues System der Pflanzenphysiologie, 3 Bände, Berlin 1837-1839
- Reise um die Erde ausgeführt auf dem Königlich preussischen Seehandlungs-schiffe Prinzess Louise, commandirt von Captain W. Wendt, in den Jahren 1830, 1831 und 1832, (wohl in mehreren Bänden) Sander‘schen Buchhandlung, Berlin, 1834